# Keith Giffen
Keith Ian Giffen (Nueva York, 30 de noviembre de 1952-9 de octubre de 2023) fue un dibujante y escritor de historietas estadounidense. Fue conocido por su trabajo para la editorial DC Comics en sus títulos Legión de Super-Héroes y Liga de la Justicia, así como por ser el cocreador de Lobo, Rocket Raccoon y Jaime Reyes.

## Biografía
Keith Giffen nació en el distrito de Queens de la ciudad de Nueva York, Estados Unidos, el 30 de noviembre de 1952.
Su primera obra publicada fue «The Sword and The Star», una historia en blanco y negro que apareció en Marvel Preview #4 (enero de 1976), escrita por Bill Mantlo. Giffen y Mantlo crearon a Rocket Raccoon en Marvel Preview #7 (verano de 1976). Giffen es mejor conocido por sus largos periodos ilustrando y luego escribiendo el título Legión de Súper-Heroes de la editorial DC Comics en las décadas de 1980 y 1990. Giffen y el escritor Paul Levitz crearon «The Great Darkness Saga» en Legión de Super-Héroes vol. 2, #290-294 durante 1982. En agosto de 1984, Levitz y Giffen lanzaron un tercer volumen de la serie Legión de Superhéroes. Giffen trazó y creó la trama del cuarto volumen de Legión de Super-Héroes, que comenzó en noviembre de 1989.
Después de experimentar exitosamente con su estilo de humor poco ortodoxo en el especial Legion of Substitute Heroes de 1985, Giffen comenzó a usar ese estilo en muchas de sus obras.  Cocreó la serie humorística Liga de la Justicia Internacional en 1987 con JM DeMatteis y Kevin Maguire; el éxito de esa serie dio lugar a un spin-off en 1989, titulado Liga de la Justicia Europa, también coescrito con DeMatteis, seguido de Gerard Jones, con arte de Bart Sears. El equipo de Giffen y DeMatteis trabajó en Liga de la Justicia durante cinco años y cerró su periodo en ese título con la historia «Breakdowns» durante 1991 y 1992. Los dos escritores y Maguire se reunieron en 2003 para la miniserie Formerly Known as the Justice League y su secuela de 2005 «I Can't Believe It's Not the Justice League», publicada en JLA Classified.
Giffen creó al personaje mercenario alienígena Lobo con Roger Slifer así como al irreverente «aspirante a héroe» Ambush Bug. Una serie de historias de respaldo del Doctor Fate, escritas por Martin Pasko y dibujadas por Giffen, aparecieron en The Flash del #306-313 (febrero a septiembre de 1982). Posteriormente, DC recopiló las historias de Pasko y Giffen en una serie limitada de tres números titulada The Immortal Dr. Fate (enero de 1985 - marzo de 1985). Giffen fue uno de varios artistas de Wonder Woman #300 (febrero de 1983) y contribuyó a la serie limitada DC Challenge en 1986. Giffen planeó y elaboró el diseño de arte de una serie limitada y un one-shot de Aquaman en 1989 junto con el escritor Robert Loren Fleming y el artista Curt Swan.
Giffen trabajó en títulos de varias editoriales, incluyendo Woodgod, All Star Comics, Drax the Destroyer, Heckler, Nick Fury's Howling Commandos, Reign of the Zodiac, Suicide Squad, Trencher, THUNDER Agents y Vext. Fue responsable de la adaptación al inglés de los mangas Battle Royale e Ikki Tōsen, además de crear I Luv Halloween para Tokyopop. Trabajó para Dark Horse de 1994 a 1995 en su línea Comics Greatest World/Dark Horse Heroes como escritor de dos series de corta duración, Division 13 y Agents of Law coescribiendo con Lovern Kindzierski. Para Valiant Comics Giffen escribió XO Manowar, Magnus, Robot Fighter, Punx y el número final de Solar, Man of the Atom.
Giffen se tomó un descanso de la industria de las historietas durante varios años, trabajando en storyboards para televisión y cine, incluyendo las series animadas The Real Ghostbusters y Ed, Edd y Eddy.
Giffen junto con sus colegas de Liga de la Justicia, JM DeMatteis y Kevin Maguire, han aplicado su estilo humorístico de narración a un título que él había dibujado en la década de 1970, Los Defensores de Marvel Comics. Giffen más tarde confesó sobre su periodo en este título durante la década de 1970: «En aquel entonces, yo era el tipo de idiota del que ahora advierto a los nuevos que no se conviertan. [...] Cuando pienso en Defensores, pienso en lo que podría haber sido si hubiera tenido una pizca de profesionalismo en mi cuerpo en ese momento».  El trío de Giffen, DeMatteis y Maguire también produjo la sección de respaldo de Hombres de Metal que apareció en Patrulla Condenada.
Giffen y DeMatteis colaboraron con el artista Joe Abraham en el título propiedad del creador Hero Squared para Boom! Studios, más tarde, la miniserie de dos números Planetary Brigade contó las aventuras de los personajes que tuvieron su origen en esta serie.
Giffen fue diseñador de arte del título 52 de DC Comics, una serie semanal que siguió las consecuencias del crossover Crisis infinita, escrita por Geoff Johns, Greg Rucka, Mark Waid y Grant Morrison. Continuó en ese rol en la secuela Countdown to Final Crisis, publicada semanalmente. Fue el escritor principal del evento «Annihilation» de Marvel Comics; escribió el prólogo one-shot, las historias introductorias al evento en los títulos Thanos, Drax, Silver Surfer, y los seis números de la miniserie principal. También escribió la miniserie Star-Lord para la secuela Annihilation: Conquest.
Entre 2005 y 2007 cocreó y con frecuencia fue autor o coautor de historietas independientes como 10, Tag y Hero Squared para Boom! Studios; Zapt! y I Luv Halloween para Tokyopop; Common Foe y Tabula Rasa para Desperado Publishing e Image Comics; y Grunts para Arcana. Muchos de estos títulos fueron escritos en coautoría con Shannon Denton.
Giffen coescribió OMAC con Dan DiDio como parte de The New 52, el relanzamiento de toda la oferta editorial de DC Comics, hasta su cancelación en el número 8. En octubre de 2011, se convirtió en el escritor de Flecha Verde (#4-6). En 2013, Giffen y Paul Levitz colaboraron en Legión de Super-Héroes para los números 17 y 18. Giffen se reunió con JM DeMatteis en la serie Liga de la Justicia 3000, lanzada en octubre de 2013. En 2014, junto con Jeff Lemire, Dan Jurgens y Brian Azzarello, coescribió The New 52: Futures End. Ese mismo año, Giffen y Dan DiDio se reunieron en Infinity Man and the Forever People. En 2016, Giffen escribió los guiones de una serie sobre versiones jóvenes adultas de Sugar and Spike, dibujada por Bilquis Evely y publicada como una de las series de la antología Legends of Tomorrow de DC.  En 2019, trabajó con el artista Jeff Lemire en una serie del equipo Inferior Five, que no compartía nada con el humor de superhéroes de la serie original de la década de 1960.
Giffen murió de un derrame cerebral en Tampa, Florida, Estados Unidos, el 9 de octubre de 2023, a la edad de 70 años. DC Comics realizó una serie de homenajes en historietas que fueron publicadas en el cumpleaños número 71 de Giffen y Marvel Comics hizo lo mismo una semana después.

## Dibujo
El arte de Giffen adoptó muchos estilos a lo largo de los años. Sus primeros tenían una fuerte influencia de Jack Kirby. Después de un primer trabajo en Marvel, comenzó a hacer diseños de arte para Wally Wood durante el resurgimiento de la Sociedad de la Justicia de América en All Star Comics en 1976.
Cuando regresó a las historietas después de una pausa, su estilo era más preciso y recordaba al de George Pérez y Jim Starlin. Ayudó a hacer de Legión de Super-Héroes el segundo título más popular de DC después de New Teen Titans de Pérez y fue su trabajo ahí lo que lo catapultó a la fama como artista. Salpicó sus ilustraciones con chistes para aficionados de las historietas como logotipos de Superman al revés, personajes de Marvel ocultos, criaturas con forma ojo y mensajes humorísticos garabateados en carteles en el fondo de sus paneles usando el alfabeto futurista Interlac.
Conforme su estilo se relajó, Giffen se sintió atraído por el trabajo de José Muñoz y poco después desarrolló un estilo impresionista y menos detallado, utilizando un método muy estilizado de dibujo directo con tinta en títulos como Trencher, Lobo Infanticide e Images Of Shadowhawk.
Después de un largo periodo de descanso, Giffen regresó con un estilo influenciado por su artista colaborador en Liga de la Justicia, Kevin Maguire, el cual se encontraba a medio camino entre los lápices precisos y controlados de sus primeros días en Legión de Super-Héroes y el estilo más libre pero con anatomía menos realista que había adoptado después.

## Escritura
Durante muchos años, Giffen hizo las tramas y realizó los desgloses panel por panel de las historias que dibujaba, pero no escribió los guiones finales. Para ello, confió en otros como Robert Loren Fleming y Tom y Mary Bierbaum para proporcionar títulos y diálogos, incluso cuando él era creador principal de una historieta. Con Erik Larsen coescribió la serie Freak Force y dos miniseries de SuperPatriot. A partir de Trencher, Giffen empezó a escribir historietas completamente en solitario, aunque siguió colaborando con otros cuando algún proyecto así lo requería.
Giffen era conocido por tener un estilo de escritura poco ortodoxo, usando a menudo a personajes de maneras nunca antes vistas.[cita requerida] Su diálogo suele caracterizarse por un ingenio mordaz que se considera mucho menos disparatado que el escrito por sus colaboradores de larga data DeMatteis y Robert Loren Fleming.[cita requerida] Es conocido por sus interpretaciones humorísticas de personajes existentes, a menudo centrándose en como chocan sus personalidades. Giffen tiende a burlarse de las modas en las historietas y arquetipos de personajes. Ambush Bug se destaca por sus chistes internos como Villian el Villano, Cheeks el Juguete Maravilla y el uso del editor de DC Julius Schwartz como personaje.
Giffen también era conocido por sus giros repentinos en la trama así como sus abruptos y a menudo trágicos desenlaces. Durante su periodo en Legión de Superhéroes, a finales de la década de 1980 e inicios de la década de 1990, temas cómicos ligeros muchas veces eran seguidos por otros más oscuros, en los que personajes populares eran mutilados o asesinados.
A partir de 2007 su obra incluyó escribir The Programme #3, Dreamwar, un crossover entre DC y Wildstorm y Reign in Hell, una serie limitada de ocho números sobre varios personajes mágicos de DC Comics en el infierno, con los artistas Tom Derenick y Bill Sienkiewicz. El 7 de febrero de 2009, se anunció en la Comic Con de Nueva York que encabezaría un renacimiento de Patrulla Condenada, un título que por largo tiempo había dicho que deseaba escribir. Concluyó el periodo de Grant Morrison en The Authority y escribió la serie Magog. Giffen coescribió con Judd Winick los 26 números quincenales de Justice League: Generation Lost, en el que regresó la Liga de la Justicia Internacional. Escribió un arco argumental de Booster Gold con DeMatteis y el artista Chris Batista. En 2011 y 2012, coescribió y dibujó OMAC con Dan DiDio durante ocho números antes de la cancelación del título. En octubre de 2011, DC anunció que Giffen coescribiría Superman vol. 3 con Dan Jurgens; el primer número de este equipo fue el 7 (mayo de 2012).

## Controversia
En febrero de 1986, el escritor Mark Burbey publicó «The Trouble with Keith Giffen» (El problema con Keith Giffen) en The Comics Journal, un análisis de los cambios dramáticos que había tenido recientemente el estilo de dibujo de Giffen. El artículo señaló que Giffen había pasado de un estilo elegante y limpio, similar al de Jim Starlin, a uno vanguardista y muy entintado. El artículo mostraba comparaciones lado a lado de varios paneles para ilustrar la acusación de que Giffen estaba copiando o «calcando» la obra del caricaturista argentino José Antonio Muñoz. The Comics Journal volvió a tocar el tema dos años después, acusando a Giffen de calcar de nuevo a Muñoz, tomando una historia de 1988 dibujada para la antología Taboo.
En ese momento de su carrera, Giffen era uno de los artistas de más populares de la industria de historietas. De acuerdo con lo dicho por Giffen en una entrevista, el cambio en su estilo de dibujo afectó su carrera, aunque en su declaración no es claro si la afectación se debió a que se reveló que había calcado dibujos o porque su nuevo estilo era menos popular que el anterior. El trabajo de Giffen para DC pasó de ser principalmente de artista, a ser el de escritor que hacía diseños para ser terminados por otros artistas. Esto fue parte de una práctica en DC en la que los artistas veteranos Mike Grell y George Pérez pasaron a escribir guiones para otros, en Flecha Verde y Mujer Maravilla respectivamente. Durante este periodo Giffen continuó dibujando números ocasionales de los títulos que escribía y dibujando para varias miniseries.

Giffen reconoció la influencia de Muñoz y habló en 2000 sobre la controversia:
En cierto momento tuve un mal incidente al estudiar muy de cerca el trabajo de alguien más y tome la resolución de nunca, jamás hacerlo de nuevo. Puedo adentrarme tanto en el trabajo de alguien que empiezo a convertirme en una máquina [fotocopiadora] Xerox y eso no es bueno. [...] No hubo un momento en el que estuviera sentado y calcando o copiando, no. Duplicando, recuperando de mi memoria y poniéndolo en el papel después de un estudio intenso, absolutamente.

## Premios
Keith Giffen recibió un premio Inkpot en 1991.

### Dark Horse Comics
- Agents of Law #1-6 (trama) (1995)

### DC Comics
| - 52 #1-52 (diseño de arte) (2006-2007) - 52 Aftermath: The Four Horsemen #1-6 (escritor) (2007-2008) - 9-11: The World's Finest Comic Book escritors & Artists Tell Stories to Remember, Volume Two (escritor) (2002) - Action Comics #560, 563, 565, 577, 579, 646 (trama y trazo) (1984-1989) - All Star Comics #60-63 (1976) - All-Star Squadron Annual #3 (1984) - Ambush Bug #1-4 (trama y trazo) (1985) - Ambush Bug Nothing Special #1 (trama y trazo) (1992) - Ambush Bug Stocking Stuffer #1 (trama y trazo) (1986) - Ambush Bug: Year None #1-5, #7 (trama y trazo) (2008-2009) - Amethyst vol. 2 #13-16 (trama) (1986) - Amethyst vol. 3 #1-4 (trama) (1987-1988) - Amethyst Special #1 (trama) (1986) - Aquaman vol. 3 #1-5 (trama) (1989) - Aquaman Special #1 (trama) (1989) - Atari Force #12, 20 (escritor trazo); #13 (1984-1985) - The Authority/Lobo: Jingle Hell #1 (trama) (2004) - The Authority/Lobo: Spring Break Massacre #1 (trama) (2005) - Batman Black and White vol. 2 #5 (escritor) (2014) - Batman: Legends of the Dark Knight Annual #1 (1991) - Blue Beetle vol. 2 #1-10, 19 (escritor) (2006-2007) - Blue Beetle vol. 3 #0 (trama) (2012) - Blue Devil #8 (1985) - Book of Fate #1-8, 11 (escritor); #9-10, 12 (trama y trazo) (1997-1998) - Booster Gold vol. 2 #20, 32-43 (escritor) (2009-2011) - Challengers of the Unknown #83-87 (1977-1978) - Claw the Unconquered #8-12 (1976-1978) - Convergence Justice League International #2 (trama) (2015) - Convergence Supergirl: Matrix #1-2 (escritor) (2015) - Countdown/Countdown to Final Crisis #1-51 (diseño de arte) (2007-2008) - Cosmic Boy #1-4 (1986-1987) - DC Challenge #11 (1986) - DC Comics Presents #52, 59, 81 (trama y trazo); 88 (1982-1985) - DC Comics Presents: Superman #1 (trama y trazo) (2004) - DC First: Superman/Lobo #1 (escritor) (2002) - DC Retroactive: JLA - The '90s #1 (escritor) (2011) - DC Science Fiction Graphic Novel #1 (1985) - DC Universe: Legacies #6 (2010) - DC Universe Presents #0 (2012) - DC Universe Vs. Masters of the Universe' #1-6 (escritor) (2013-2014) - DC/Wildstorm: DreamWar #1-6 (escritor) (2008) - Demon vol. 3 #25 (trama) (1992) - Doctor Fate #1-4 (1987) - Doom Patrol vol. 4 #1-22 (escritor) (2009-2011) - Eclipso #1-7 (trama) (1992-1993) - Eclipso: The Darkness Within #1 (trama) (1992) - The Flash #306-313 (1982) - Formerly Known as the Justice League #1-6 (escritor) (2003-2004) - The Fury of Firestorm Annual #4 (1986) - Ghosts #104, 106, 111 (1981-1982) - G.I. Combat #267 (1984) - Green Arrow vol. 4 #4-6 (escritor) (2012) - Green Lantern Annual #8 (escritor) (1999) - Green Lantern New Guardians Annual #1 (escritor) (2013) - Green Lantern: Emerald Dawn #1-6 (trama) (1989-1990) - Green Lantern: Emerald Dawn II #1-6 (trama) (1991) - He-Man and the Masters of the Universe #1-6 (escritor) (2012-2013) - He-Man and the Masters of the Universe vol. 2 #1-6 (escritor) (2013) - Heckler #1-6 (trama y trazo) (1992-1993) - Heroes Against Hunger #1 (1986) - Hex #15-18 (1986-1987) - House of Mystery #284, 301 (1980-1982) - Inferior Five #1-6 (2019-2021) - Infinity-Man and the Forever People #1, 4, 9 (escritor/trazo); #2-3, 5-7 (escritor) (2014-2015) - Infinity Man and the Forever People: Futures End #1 (escritor) (2014) - Invasion #1-3 (trama y trazo) (1988-1989) | - JLA 80-Page Giant #1 (escritor) (1998) - JLA: Classified #4-9 (escritor) (2005) - Joker's Asylum II: Mad Hatter #1 (2010) - JSA #33 (2002) - Justice League/Justice League International/Justice League America #1-60, Annual #1-5 (trama) (1987-1992) - Justice League 3000 #1-15 (trama) (2014-2015) - Justice League 3001 #2 (trama) (2015) - Justice League Adventures #32 (escritor) (2004) - Justice League Europe #1-35, Annual #1-2 (trama) (1989-1992) - Justice League Quarterly #1-3 (trama) (1990-1991) - Justice League Special #1 (trama) (1990) - Justice League Unlimited #43 (escritor) (2008) - Justice League: Generation Lost #1-6 (trama y diseño de arte) (2010) - Justice Society of America Annual #2 (escritor) (2010) - Kamandi, the Last Boy on Earth #44-47 (1976) - Kobra #3 (1976) - L.E.G.I.O.N. '89/L.E.G.I.O.N. '90/L.E.G.I.O.N. '91 #1-12 (trama); #28 (trama y trazo) (1989-1991) - Larfleeze #1-12 (trama) (2013-2014) - Legion #31 (2004) - Legion of Substitute Heroes Special #1 (1985) - Legion of Super-Heroes vol. 2 #285-293, 296, Annual #1; #294-295, #297-313, Annual #2-3 (trama) (1982-1984) - Legion of Super-Heroes vol. 3 #1-2, 50-55, 57-63 (trama/trazo); #3-5 (trama); #11, 20, 45, Annual #1-2 (1984-1989) - Legion of Super-Heroes vol. 4 #1-24 (trama/trazo); #26-27, 29-32, 34-36, 38 (trama); #39, #1,000,000 (1989-1998) - Legion of Super-Heroes vol. 7 #17-18, Annual #1 (2013) - Legionnaires Three #1-4 (trama) (1986) - Lobo #1-4 (trama) (1990-1991) - Lobo vol. 2 #58 (trama y trazo) (1999) - Lobo Convention Special #1 (trama) (1993) - Lobo Paramilitary Christmas Special #1 (trama) (1992) - Lobo Unbound #1-6 (trama) (2003-2004) - Lobo's Back #1-4 (trama) (1992) - Lobo: Blazing Chain of Love #1 (trama) (1992) - Lobo: Death and Taxes #1-4 (trama) (1996) - Lobo: Infanticide #1-4 (trama/artist) (1992-1993) - Looney Tunes #83 (escritor) (2001) - Lovecraft GN (escritor) (2004) - Magog #1-10 (escritor) (2009-2010) - Masters of the Universe: Origin of Hordak #1 (escritor y trazo) (2013) - Mister Miracle vol. 2 #6, 20 (trama) (1989-1990) - The New 52: Futures End #0, 1-48 (escritor) (2014-2015) - The New Adventures of Superboy #50 (1984) - New Gods vol. 4 #9 (1996) - O.M.A.C. #1-8 (2011-2012) - Omega Men #1-6, 37, Annual #2 (1983-1986) - Outsiders vol. 4 #34, 38-39 (trama y trazo) (2011) - Power Company Josiah Power #1 (2002) - Ragman vol. 2 #1-8 (trama) (1991-1992) - Reign in Hell #1-8 (escritor) (2008-2009) - Reign of the Zodiac #1-8 (escritor) (2003-2004) - Secret Origins vol. 2 #18, 48 (trama/trazo); #32, 34-35 (trama); #44 (1987-1990) - Showcase '93 #12 (trama) (1993) - Son of Ambush Bug #1-6 (trama y trazo) (1986) - Starcraft #1 (trama) (2009) - Starman #35 (trama) (1991) - Suicide Squad vol. 2 #1-12 (escritor) (2001-2002) - Suicide Squad Annual #1 (1988) - Superman vol. 3 #6-9 (escritor) (2012) - Superman: The Man of Steel #15 (1992) - Tales of the Legion of Super-Heroes #314-317 (trama) (1984) - Tattered Banners #1-2 (escritor) (1998) - The Unexpected #219, 222 (1982) - Vext #1-6 (escritor) (1999) - Weird War Tales #124 (1983) - Who's Who in the Legion of Super-Heroes #3, 5 (1988) - Wonder Woman #300 (1983) - World's Finest Comics #322 (1985) |

### DC Comics and Marvel Comics
- Thorion of the New Asgods #1 (escritor) (1997)

### WildStorm
- The Authority: The Lost Year #3-12 (escritor) (2010)
- Midnighter #10-20 (escritor) (2007-2008)
- Threshold #1-8 (escritor) (2013)
- Wetworks vol. 2 #13-15 (escritor) (2007-2008)
- Worldstorm #2 (escritor) (2007)

### First Comics
- Nexus #23 (1986)

### Image Comics
- Badrock & Company #1 (1994)
- Bloodstrike #4-7 (trama) (1993-1994)
- Freak Force #1-5 (trama) (1993-1994)
- Fuerza Fantasma #2 (1994)
- SuperPatriot #1-4 (trama) (1993)
- Trencher #1-4 (escritor y artista) (1993)

### Marvel Comics
| - Amazing Adventures #35, 38 (1976) - Annihilation #1-6 (escritor) (2006-2007) - Annihilation Prologue #1 (escritor) (2006) - Annihilation: Conquest -Star-Lord #1-4 (escritor) (2007) - Annihilation: Heralds of Galactus #2 (escritor) (2007) - Annihilation: Silver Surfer #1-4 (escritor) (2006) - Beast #1-3 (escritor) (1997) - Captain Marvel vol. 5 #25 (2004) - Daredevil #247 (1987) - Deadly Hands of Kung Fu #22, 23 (1976) - The Defenders #42-54 (1976-1977) - Defenders vol. 3 #1-5 (trama) (2005-2006) - Drax the Destroyer #1-4 (escritor) (2005-2006) - Excalibur #105 (escritor) (1997) - Fantastic Four: The World's Greatest Comics Magazine #1-6 (2001) - Gladiator/Supreme #1 (escritor) (1997) - Iron Man #114 (1978) - Justice #9-11 (1987) | - King-Size Spider-Man Summer Special #1 (escritor) (2008) - Marvel Comics Presents #172-175 (1995) - Marvel Monsters: Where Monsters Dwell #1 (escritor y trazo) (2005) - Marvel Premiere #31, 44 (1976-1978) - Marvel Preview #7 (1976) - Marvel Romance Redux: But I Thought He Loved Me #1 (escritor) (2006) - Marvel Romance Redux: Love Is a Four-Letter Word #1 (escritor) (2006) - Marvel Westerns: Two-Gun Kid #1 (escritor) (2006) - Micronauts #36-37 (1981-1982) - Nick Fury's Howling Commandos #1-6 (escritor) (2005-2006) - Nightmask #8 (1987) - Prime vol. 2 #11-13 (escritor) (1996) - Shadows & Light #3 (escritor/trazo) (1998) - The Spectacular Spider-Man #120 (1986) - Star Brand #9 (1987) - Super-Villain Team-Up #8, 13 (1976-1977) - Thanos #7-12 (escritor) (2004) - Webspinners: Tales of Spider-Man #4-5 (1999) |

#### Epic Comics
- Video Jack #1-6 (1987-1988)

### Valiant Comics
- Magnus, Robot Fighter #55-64 (escritor) (1995-1996)
- Punx #1-3 (escritor y trazo) (1995-1996)
- Solar, Man of the Atom #60 (escritor) (1996)
- X-O Manowar #60-65 (escritor) (1996)

## Guion
- The Real Ghostbusters (1987)
- Ed, Edd y Eddy (2005-2006)
- Hi Hi Puffy AmiYumi (2006)